# 城内村 (福岡県)
城内村（しろうちむら）は、福岡県山門郡にあった村。現在の柳川市の一部。

## 地理
沖端川の下流左岸に位置し、柳川城郭内に所在した。

## 歴史
- 1889年（明治22年）4月1日 - 町村制の施行により、山門郡柳河市街13町（本町、柳町、坂本町、一新町、袋町、奥州町、宮永町、茂庵町、本城町、城南町、城隅町、新外町、鬼童町）が合併して村制施行し、城内村が発足[1][2]。
- 1930年（昭和5年）- 上水道設置[1]
- 1951年（昭和26年）4月1日 - 山門郡柳河町、沖端村、西宮永村、東宮永村、両開村と合併して柳川町を新設して廃止された[1][2]。